# Gänsdorf (Straßkirchen)
Der Weiler Gänsdorf ist  ein Ortsteil der Gemeinde Straßkirchen im niederbayerischen Landkreis Straubing-Bogen.

## Geschichte
Aus Urkunden um 1245 erfährt man von zwei Höfen zu dieser Zeit und verwendet dort die Schreibweise Gemsdorf.
Gänsdorf gehörte bis zum 30. April 1978 zur Gemeinde Grafling, die im Zuge der Gebietsreform in Bayern aufgelöst wurde.

### Einwohnerentwicklung
- 1871: 53 Einwohner.[3]
- 1885: 40 Einwohner, drei Wohngebäude.[4]
- 1900: 33 Einwohner, drei Wohngebäude.[5]
- 1925: 58 Einwohner, drei Wohngebäude.[6]
- 1950: 90 Einwohner, fünf Wohngebäude.[7]
- 1960: 45 Einwohner, vier Wohngebäude.[8]
- 1970: 32 Einwohner.[9]
- 1987: 25 Einwohner, vier Wohngebäude mit sechs Wohnungen.[10]

## Geographie
Gänsdorf liegt in der Donauebene südlich der Bundesstraße 8 und ist im südlich der Donau gelegenen Teil des Landkreises Straubing-Bogen der am weitesten östlich gelegene Ort.

## Solarfeld
Im Dezember 2009 wurde in Gänsdorf eines der damals größten Solarkraftwerke Deutschlands in Betrieb genommen. Das Solarfeld Gänsdorf hat eine Spitzenleistung von 54.3 MWp und wurde großteils auf der Fläche des Guts Gänsdorf, früher im Besitz von Gloria von Thurn und Taxis, errichtet.